# Automóvil blindado M1
El M1 era un automóvil blindado 6x4 estadounidense que fue probado por el Departamento de armamentos del Ejército en 1931 y brevemente en 1932. Fue construido por la James Cunningham, Son and Company de Rochester, Nueva York, recibiendo la designación de Modelo T4 durante las pruebas.

## Historia
La Cunningham Motors de Rochester, Nueva York, construyó dos T4 según las especificaciones del Departamento de armamentos. Los siguientes fueron construidos por el Rock Island Arsenal.
Los dos T4 construidos en 1931 fueron probados hasta 1934, cuando recibieron la designación M1. Algunas fuentes[¿quién?] indican que se construyeron diez T4 adicionales antes de su estandarización - los registros del Ejército solamente indican 12 automóviles blindados M1 en servicio, aunque no está claro si todos ellos eran vehículos de construcción reciente o si entre estos figuraban los primigenios T4. Si los registros se refieren a dos contratos distintos, el número máximo de cada modelo serían doce T4 y doce M1. Se cree que todos los vehículos de ambas designaciones fueron suministrados al 1° Regimiento de Caballería para evaluación y pruebas. Se cree[¿quién?] que todos ellos fueron retirados de servicio antes de 1939.
Era propulsado por un motor de gasolina con 8 cilindros, tenía una tripulación de cuatro hombres y estaba armado con una ametralladora de 12,7 mm en la torreta y dos ametralladoras "de apoyo" de 7,62 mm montadas en las troneras delantera y trasera. La torreta también tenía afustes para montar una de las ametralladoras de 7,62 mm como arma antiaérea, aunque el Ejército nunca realizó pruebas sobre esta capacidad. Podía alcanzar una velocidad de 88,5 km/h y tenía una autonomía de 402 km en carretera.
Aunque tenía seis ruedas (ocho, si se cuentan las ruedas de repuesto colgadas detrás del eje delantero), es mencionado como un vehículo 4x4 - los dos ejes traseros ejercen tracción, mientras que el eje delantero solamente es empleado para la dirección. Esta configuración de tracción era distinta a la de muchos vehículos de combate estadounidenses que aparecieron posteriormente, la mayoría de los cuales tenía tracción a todas las ruedas (4x4 o 6x6). A pesar de que tenía un desempeño respetable (según los estándares de la década de 1930) sobre carreteras pavimentadas y caminos de tierra mejorados, la falta de tracción en las ruedas delanteras combinada con su longitud le ofrecía un pésimo desempeño a campo través, especialmente sobre lodo y nieve. Las ruedas de repuesto iban montadas en ejes cortos y giraban libremente, en un intento por evitar que el chasis se atasque en el terreno, pero no servían para ayudar a desatascar el vehículo.
A pesar de que el vehículo no entró en producción, mostró suficientes beneficios respecto al empleo de caballos para continuar investigando y experimentando con la mecanización de la Caballería del Ejército estadounidense durante la segunda mitad de la década de 1930 e inicios de la década de 1940. Las lecciones aprendidas en sus pruebas también resultaron en la adopción de automóviles blindados más exitosos, tales como el T17 y el M8 Greyhound. Las lecciones aprendidas de su desempeño a campo través fueron un factor en la adopción de tanques ligeros y semiorugas por parte de muchas unidades de Caballería Mecanizada y reconocimiento a inicios de la década de 1940.